# Leptochilus beaumonti
Leptochilus beaumonti är en stekelart som beskrevs av Giordani Soika 1952. Leptochilus beaumonti ingår i släktet Leptochilus och familjen Eumenidae. Inga underarter finns listade i Catalogue of Life.